# Haemanthus
- Commons
- Wikispecies

 Haemanthus L. é um género botânico pertencente à família amaryllidaceae.

## Espécies
| - Haemanthus albiflos - Haemanthus albomaculatus - Haemanthus amarylloides - Haemanthus andromeda - Haemanthus callosus - Haemanthus coccineus - Haemanthus concolor - Haemanthus cooperi - Haemanthus eetveldeanus - Haemanthus fascinator - Haemanthus filiflorus | - Haemanthus hirsutus - Haemanthus humilis - Haemanthus katherinae - Haemanthus magnificus - Haemanthus montanus - Haemanthus multiflorus - Haemanthus natalensis - Haemanthus nelsonii - Haemanthus puniceus - Haemanthus tigrinus - Haemanthus zambesiacus |

- Lista completa

## Classificação do gênero
| Sistema | Classificação                     | Referência               |
| ------- | --------------------------------- | ------------------------ |
| Linné   | Classe Hexandria, ordem Monogynia | Species plantarum (1753) |